# Caina
Caina is een geslacht van vlinders van de familie snuitmotten (Pyralidae), uit de onderfamilie Phycitinae.

## Soorten
- C. ciniferella Ragonot, 1893
- C. deletella Ragonot, 1893
- C. inanitella Ragonot, 1888
- C. micrella Ragonot, 1893
- C. subdeletella Ragonot, 1893